# Los 8 escalones
Los 8 escalones fue un programa de preguntas y respuestas argentino emitido por eltrece, El Trece Internacional y producido por Kuarzo Entertainment Argentina. Fue conducido por Guido Kaczka.

## Emisión
Comenzó a ser emitido el 1° de febrero de manera semanal a las 22:45, cuando obtuvo un rating de 10,1 y finalizó su primera temporada el 2 de enero de 2015. Tras un mes en pantalla y debido a la gran aceptación del público, se agregó otra emisión a la semana. Con el éxito en alza, a partir del lunes 10 de marzo comenzó a ser emitido de lunes a jueves de 21:15 a 22:00. Debido al comienzo de una nueva temporada de "Showmatch" el 28 de abril, el programa no tenía lugar en la grilla para continuar emitiéndose durante la semana, por lo cual se trasladó a los fines de semana, específicamente los sábados y domingos a las 20:30, donde continuó con una muy buena aceptación del público. Además, ya que el programa conducido por Tinelli no se emitía los miércoles, Los 8 escalones también tuvo un horario ese día a las 22:15 hasta el 17 de diciembre de 2014. Posteriormente se emitió durante las fiestas decembrinas dejando los días lunes, martes, jueves, y por primera vez se emitió el viernes después del Especial A todo o nada. En 2021, regreso a la pantalla de eltrece, pero en la programación diaria del canal, emitiendose en el Prime Time a las 21:15hs. generando más de 10 de puntos de rating. En 2022, gracias a su gran repercusión, se agregó una emisión en la programación de la tarde del canal, a las 14:30hs.

## Dinámica de juego
El participante pone a prueba su conocimiento frente a otros contrincantes, respondiendo preguntas y realizando distintas prendas, ascendiendo una escalera de ocho escalones a medida que va acertando.
A cada escalón le corresponde una pregunta/prenda: si el concursante contesta bien, sube un escalón.
El principal objetivo es llegar al octavo escalón y obtener el premio de 3 millones de pesos (AR$3000000). 
El participante que mejor desempeño tenga en la primera ronda del juego gana "la llave" que es, en realidad, la posibilidad de competir por un departamento. Si este competidor no gana los $3000000 tiene la opción de vender esta llave al ganador, que se queda con un premio menor pero se convierte en finalista por el departamento

## Equipo

#### Jurados
Actuales
- Carmen Barbieri
- Esteban Edul
- Evangelina Anderson
- Iwao Komiyama
- Santiago do Rego

Anteriores
- Gerardo Sofovich (†)
- Iván de Pineda
- Juan Di Natale
- Teté Coustarot
- Fernando Niembro
- Diego Leuco
- Martín Liberman

## Controversia
Debido a las sospechas de arreglo en el juego, donde se pasaría las respuestas a los famosos, la producción decidió modificar dichas reglas. El cambio, que fue anunciado el 23 de agosto de 2014 por el presentador, permite que los participantes puedan confeccionar sus propias preguntas a los contrincantes, y en caso de que estos no puedan responderla, avanzar en el juego.
Sin embargo, el 24 de septiembre de 2014 se modificaron nuevamente las reglas. Ya no habrá más preguntas de los participantes, pero se podrá ir en pareja o en grupo.

## Programas
| Emisión | Fecha                           | Rating | N.º | Participante             | Famosos a enfrentar | Famosos a enfrentar | Resultado | Premio   |
| ------- | ------------------------------- | ------ | --- | ------------------------ | ------------------- | ------------------- | --------- | -------- |
| 1       | Lunes 27 de enero de 2014       | 10,1   | 1   | Sebastián Ordóñez        | Gerardo Sofovich†   | Iván de Pineda      | Perdió    | -        |
| 1       | Lunes 27 de enero de 2014       | 10,1   | 2   | Daniela                  | Gerardo Sofovich†   | Iván de Pineda      | Perdió    | -        |
| 1       | Lunes 27 de enero de 2014       | 10,1   | 3   | Jorge                    | Gerardo Sofovich†   | Iván de Pineda      | Perdió    | $ 10.000 |
| 1       | Lunes 27 de enero de 2014       | 10,1   | 4   | Juan Goletti             | Gerardo Sofovich†   | Iván de Pineda      | Perdió    | -        |
| 1       | Lunes 27 de enero de 2014       | 10,1   | 5   | Nadia                    | Gerardo Sofovich†   | Iván de Pineda      | Perdió    | -        |
| 1       | Lunes 27 de enero de 2014       | 10,1   | 6   | Diego                    | Gerardo Sofovich†   | Iván de Pineda      | Perdió    | -        |
| 2       | Lunes 3 de febrero de 2014      | 10,9   | 7   | Silvia Celotti           | Gerardo Sofovich†   | Iván de Pineda      | Perdió    | -        |
| 2       | Lunes 3 de febrero de 2014      | 10,9   | 8   | Ignacio                  | Gerardo Sofovich†   | Iván de Pineda      | Perdió    | -        |
| 2       | Lunes 3 de febrero de 2014      | 10,9   | 9   | Patricia                 | Gerardo Sofovich†   | Iván de Pineda      | Perdió    | -        |
| 2       | Lunes 3 de febrero de 2014      | 10,9   | 10  | Hernán Gude              | Gerardo Sofovich†   | Iván de Pineda      | Perdió    | $ 10.000 |
| 2       | Lunes 3 de febrero de 2014      | 10,9   | 11  | Laura Castro             | Gerardo Sofovich†   | Iván de Pineda      | Perdió    | -        |
| 2       | Lunes 3 de febrero de 2014      | 10,9   | 12  | Demián Bellido           | Gerardo Sofovich†   | Iván de Pineda      | Perdió    | -        |
| 3       | Lunes 10 de febrero de 2014     | 11,8   | 13  | Martín Scopp             | Gerardo Sofovich†   | Jorge Lanata        | Perdió    | -        |
| 3       | Lunes 10 de febrero de 2014     | 11,8   | 14  | Delfina Agostino         | Gerardo Sofovich†   | Jorge Lanata        | Perdió    | -        |
| 3       | Lunes 10 de febrero de 2014     | 11,8   | 15  | Gastón Domínguez         | Gerardo Sofovich†   | Jorge Lanata        | Perdió    | $ 10.000 |
| 3       | Lunes 10 de febrero de 2014     | 11,8   | 16  | Susana                   | Gerardo Sofovich†   | Jorge Lanata        | Perdió    | -        |
| 3       | Lunes 10 de febrero de 2014     | 11,8   | 17  | Maximiliano Derecho      | Gerardo Sofovich†   | Jorge Lanata        | Perdió    | $ 10.000 |
| 3       | Lunes 10 de febrero de 2014     | 11,8   | 18  | Soledad Fernández Llanos | Gerardo Sofovich†   | Jorge Lanata        | Perdió    | -        |
| 4       | Lunes 17 de febrero de 2014     | 9,0    | 19  | Diego Giménez            | Gerardo Sofovich†   | Alfredo Leuco       | Perdió    | -        |
| 4       | Lunes 17 de febrero de 2014     | 9,0    | 20  | Inés D'innocenzo         | Gerardo Sofovich†   | Alfredo Leuco       | Perdió    | -        |
| 4       | Lunes 17 de febrero de 2014     | 9,0    | 21  | Elvio Santa Rosa         | Gerardo Sofovich†   | Alfredo Leuco       | Perdió    | -        |
| 4       | Lunes 17 de febrero de 2014     | 9,0    | 22  | Bárbara Libolsi          | Gerardo Sofovich†   | Alfredo Leuco       | Perdió    | -        |
| 4       | Lunes 17 de febrero de 2014     | 9,0    | 23  | Sebastián Juarroz        | Gerardo Sofovich†   | Alfredo Leuco       | Perdió    | -        |
| 4       | Lunes 17 de febrero de 2014     | 9,0    | 24  | Gabriela Bertis          | Gerardo Sofovich†   | Alfredo Leuco       | Perdió    | -        |
| 5       | Miércoles 19 de febrero de 2014 | 9,3    | 25  | Javier Menosho           | Gerardo Sofovich†   | Juan Di Natale      | Perdió    | -        |
| 5       | Miércoles 19 de febrero de 2014 | 9,3    | 26  | Alejandra Boconni        | Gerardo Sofovich†   | Juan Di Natale      | Perdió    | $ 10.000 |
| 5       | Miércoles 19 de febrero de 2014 | 9,3    | 27  | Jorge Tehrán             | Gerardo Sofovich†   | Juan Di Natale      | Perdió    | -        |
| 6       | Lunes 24 de febrero de 2014     | 11,2   | 28  | Josefina Fernández Murz  | Gerardo Sofovich†   | Juan Di Natale      | Perdió    | -        |
| 6       | Lunes 24 de febrero de 2014     | 11,2   | 29  | Jorge Salazar            | Gerardo Sofovich†   | Juan Di Natale      | Perdió    | $ 10.000 |
| 6       | Lunes 24 de febrero de 2014     | 11,2   | 30  | Roxana Largui            | Gerardo Sofovich†   | Juan Di Natale      | Perdió    | -        |
| 6       | Lunes 24 de febrero de 2014     | 11,2   | 31  | Benjamín Aladro          | Gerardo Sofovich†   | Juan Di Natale      | Perdió    | $ 10.000 |
| 6       | Miércoles 26 de febrero de 2014 | 11,4   | 33  | Lisia De Piero           | Gerardo Sofovich†   | José Bianco         | Perdió    | $ 20.000 |
| 6       | Miércoles 26 de febrero de 2014 | 11,4   | 34  | Norberto Swinner         | Gerardo Sofovich†   | José Bianco         | Perdió    | $ 10.000 |
| 8       | Martes 4 de marzo de 2014       | 10,0   | 35  | Germán Vignolli          | Gerardo Sofovich†   | Juan Di Natale      | Perdió    | -        |
| 8       | Martes 4 de marzo de 2014       | 10,0   | 36  | María Cecilia Fadzela    | Gerardo Sofovich†   | Juan Di Natale      | Perdió    | -        |
| 8       | Martes 4 de marzo de 2014       | 10,0   | 37  | Hernán Sazano            | Gerardo Sofovich†   | Juan Di Natale      | Perdió    | $ 10.000 |
| 8       | Martes 4 de marzo de 2014       | 10,0   | 38  | Verónica Moreno          | Gerardo Sofovich†   | Juan Di Natale      | Perdió    | -        |
| 8       | Martes 4 de marzo de 2014       | 10,0   | 39  | Hernán Percello          | Gerardo Sofovich†   | Juan Di Natale      | Perdió    | -        |
| 9       | Miércoles 5 de marzo de 2014    | 11,1   | 39  | Hernán Percello          | Gerardo Sofovich†   | Teté Coustarot      | Perdió    | -        |
| 9       | Miércoles 5 de marzo de 2014    | 11,1   | 40  | Graciela Checinni        | Gerardo Sofovich†   | Teté Coustarot      | Ganó      | $ 50.000 |
| 9       | Miércoles 5 de marzo de 2014    | 11,1   | 41  | Natasha Scopeletti       | Gerardo Sofovich†   | Teté Coustarot      | Perdió    | -        |
| 10      | Lunes 10 de marzo de 2014       | 11,2   | 41  | Natasha Scopeletti       | Gerardo Sofovich†   | Teté Coustarot      | Perdió    | -        |
| 10      | Lunes 10 de marzo de 2014       | 11,2   | 42  | Lucio Spleasky           | Gerardo Sofovich†   | Teté Coustarot      | Perdió    | $ 10.000 |
| 10      | Lunes 10 de marzo de 2014       | 11,2   | 43  | Graciela Remeikis        | Gerardo Sofovich†   | Teté Coustarot      | Perdió    | -        |
| 10      | Lunes 10 de marzo de 2014       | 11,2   | 44  | Tomás Rodríguez Anzorena | Gerardo Sofovich†   | Teté Coustarot      | Perdió    | -        |
| 11      | Martes 11 de marzo de 2014      | 13,9   | 44  | Tomás Rodríguez Anzorena | Gerardo Sofovich†   | Iván de Pineda      | Perdió    | -        |
| 11      | Martes 11 de marzo de 2014      | 13,9   | 45  | María Eugenia Etchegoyen | Gerardo Sofovich†   | Iván de Pineda      | Perdió    | -        |
| 11      | Martes 11 de marzo de 2014      | 13,9   | 46  | Roberto Camogli          | Gerardo Sofovich†   | Iván de Pineda      | Perdió    | -        |
| 11      | Martes 11 de marzo de 2014      | 13,9   | 47  | Yazmín                   | Gerardo Sofovich†   | Iván de Pineda      | Perdió    | -        |
| 11      | Martes 11 de marzo de 2014      | 13,9   | 48  | Manuel Zolanet           | Gerardo Sofovich†   | Iván de Pineda      | Perdió    | -        |
| 12      | Miércoles 12 de marzo de 2014   | 12,6   | 48  | Manuel Zolanet           | Gerardo Sofovich†   | Fernando Niembro    | Perdió    | -        |
| 12      | Miércoles 12 de marzo de 2014   | 12,6   | 49  | Javier Mignone           | Gerardo Sofovich†   | Fernando Niembro    | Perdió    | -        |
| 12      | Miércoles 12 de marzo de 2014   | 12,6   | 50  | Mercedes Noya            | Gerardo Sofovich†   | Fernando Niembro    | Perdió    | -        |
| 13      | Jueves 13 de marzo de 2014      | 12,6   | 51  | Olga Augen               | Gerardo Sofovich†   | Juan Di Natale      | Perdió    | -        |
| 13      | Jueves 13 de marzo de 2014      | 12,6   | 52  | Mariano Machado          | Gerardo Sofovich†   | Juan Di Natale      | Perdió    | $ 10.000 |
| 14      | Lunes 17 de marzo de 2014       | 13,1   | 53  | Gabriel Malaiu           | Gerardo Sofovich†   | Teté Coustarot      | Perdió    | $ 10.000 |
| 14      | Lunes 17 de marzo de 2014       | 13,1   | 54  | Carolina Giacomino       | Gerardo Sofovich†   | Teté Coustarot      | Perdió    | -        |
| 15      | Martes 18 de marzo de 2014      | 14,0   | 54  | Carolina Giacomino       | Gerardo Sofovich†   | Iván de Pineda      | Perdió    | -        |
| 15      | Martes 18 de marzo de 2014      | 14,0   | 55  | Erwin Baumgartner        | Gerardo Sofovich†   | Iván de Pineda      | Perdió    | -        |
| 15      | Martes 18 de marzo de 2014      | 14,0   | 56  | Eduardo Sánchez          | Gerardo Sofovich†   | Iván de Pineda      | Perdió    | -        |
| 16      | Miércoles 19 de marzo de 2014   | 10,9   | 56  | Eduardo Sánchez          | Gerardo Sofovich†   | Iván de Pineda      | Perdió    | -        |
| 16      | Miércoles 19 de marzo de 2014   | 10,9   | 57  | Jimena Beltrám           | Gerardo Sofovich†   | Iván de Pineda      | Perdió    | -        |
| 16      | Miércoles 19 de marzo de 2014   | 10,9   | 58  | Mariana Lacroze          | Gerardo Sofovich†   | Iván de Pineda      | Perdió    | -        |
| 17      | Jueves 20 de marzo de 2014      | 12,0   | 58  | Mariana Lacroze          | Gerardo Sofovich†   | Juan Di Natale      | Perdió    | -        |
| 17      | Jueves 20 de marzo de 2014      | 12,0   | 59  | Mariano Merlo            | Gerardo Sofovich†   | Juan Di Natale      | Perdió    | -        |
| 17      | Jueves 20 de marzo de 2014      | 12,0   | 60  | Eugenia Castro           | Gerardo Sofovich†   | Juan Di Natale      | Perdió    | -        |
| 18      | Lunes 24 de marzo de 2014       | 11,5   | 60  | Eugenia Castro           | Gerardo Sofovich†   | Teté Coustarot      | Perdió    | -        |
| 18      | Lunes 24 de marzo de 2014       | 11,5   | 61  | Alfredo Menini           | Gerardo Sofovich†   | Teté Coustarot      | Perdió    | $ 10.000 |
| 19      | Martes 25 de marzo de 2014      | 12,5   | 62  | Domitila Del Acha        | Gerardo Sofovich†   | Fernando Niembro    | Perdió    | -        |
| 19      | Martes 25 de marzo de 2014      | 12,5   | 63  | Jorge Batolomeo          | Gerardo Sofovich†   | Fernando Niembro    | Perdió    | $ 10.000 |
| 20      | Miércoles 26 de marzo de 2014   | 13,5   | 63  | Jorge Batolomeo          | Gerardo Sofovich†   | José Bianco         | Perdió    | $ 10.000 |
| 20      | Miércoles 26 de marzo de 2014   | 13,5   | 64  | Juan Pablo Maldonado     | Gerardo Sofovich†   | José Bianco         | Perdió    | -        |
| 20      | Miércoles 26 de marzo de 2014   | 13,5   | 65  | Isabel Salvado           | Gerardo Sofovich†   | José Bianco         | Perdió    | -        |
| 21      | Jueves 27 de marzo de 2014      | 12,9   | 65  | Isabel Salvado           | Gerardo Sofovich†   | Juan Di Natale      | Perdió    | -        |
| 21      | Jueves 27 de marzo de 2014      | 12,9   | 66  | Mariano Ferreti          | Gerardo Sofovich†   | Juan Di Natale      | Perdió    | -        |
| 22      | Lunes 31 de marzo de 2014       | 12,4   | 67  | Luis Del Prado           | Gerardo Sofovich†   | Teté Coustarot      | Perdió    | $ 10.000 |
| 22      | Lunes 31 de marzo de 2014       | 12,4   | 68  | Joaquín Díaz Rebón       | Gerardo Sofovich†   | Teté Coustarot      | Perdió    | -        |
| 23      | Martes 1 de abril de 2014       | 12,8   | 68  | Joaquín Díaz Rebón       | Gerardo Sofovich†   | Iván de Pineda      | Perdió    | -        |
| 23      | Martes 1 de abril de 2014       | 12,8   | 69  | Rolando Gabri            | Gerardo Sofovich†   | Iván de Pineda      | Perdió    | $ 10.000 |
| 23      | Miércoles 2 de abril de 2014    | 8,7    | 69  | Rolando Gabri            | Gerardo Sofovich†   | Iván de Pineda      | Perdió    | $ 10.000 |
| 23      | Miércoles 2 de abril de 2014    | 8,7    | 70  | Carolina Simon           | Gerardo Sofovich†   | Iván de Pineda      | Perdió    | -        |
| 23      | Miércoles 2 de abril de 2014    | 8,7    | 71  | Fernando Basani          | Gerardo Sofovich†   | Iván de Pineda      | Perdió    | -        |
| 23      | Miércoles 2 de abril de 2014    | 8,7    | 72  | Fernando Gámes           | Gerardo Sofovich†   | Iván de Pineda      |           |          |
| 24      | Jueves 3 de abril de 2014       | 15.2   | 72  | Fernando Gámes           | Gerardo Sofovich†   | Fernando Niembro    | Perdió    | -        |
| 24      | Jueves 3 de abril de 2014       | 15.2   | 73  | Antonio                  | Gerardo Sofovich†   | Fernando Niembro    | Perdió    | $ 10.000 |
| 25      | Lunes 7 de abril de 2014        | 16.0   | 73  | Antonio                  | Gerardo Sofovich†   | Teté Coustarot      | Perdió    | $ 10.000 |

- El color verde de la columna del Rating significa que el programa le ganó a la competencia.

## Premios

### Premios Fund TV
| Producción | Categoría                     | Receptor                      | Resultado |
| ---------- | ----------------------------- | ----------------------------- | --------- |
| 2014       | Premio extraordinario del año | Premio extraordinario del año | Ganador   |

## Banda sonora
Algunos de los temas incidentales más característicos que se usaron en el programa desde 2014 hasta 2023 fueron:
- Tense Air - Gerardo Martínez Argibay
- Beat Generating - Gerardo Martínez Argibay
- Tense Base - Gerardo Martínez Argibay
- Probabilidades - Álvaro Durañona y Vedia
- Tensión con Golpes - Álvaro Durañona y Vedia
- Acorralado - Álvaro Durañona y Vedia
- Propuesta Final - Alvaro Durañona y Vedia
- Tensión Epica - Alvaro Durañona y Vedia
- Pretensión - Álvaro Durañona y Vedia
- Front Impact - Carlos Abriola
- The Guardian - Carlos Abriola
- Incertidumbre - Álvaro Durañona y Vedia
- Oportunidad - Álvaro Durañona y Vedia
- Chances - Álvaro Durañona y Vedia
- Murky - Media Screen
- Filtraciones - Gerardo Martínez Argibay
- Black Tension - Federico Padula
- Foggy Night - Federico Padula
- Campanas - Álvaro Durañona y Vedia
- Epic Season - Álvaro Durañona y Vedia